# Critérium du Dauphiné libéré 1969
La 21e édition du Critérium du Dauphiné libéré a eu lieu du 25 mai au 31 mai 1969. Elle a été remportée par le Français Raymond Poulidor
| Rang | Vainqueur               | Pays     | Temps |
| ---- | ----------------------- | -------- | ----- |
| 1er  | Raymond Poulidor        | France   |       |
| 2e   | Ferdinand Bracke        | Belgique |       |
| 3e   | Roger Pingeon           | France   |       |
| 4e   | Jacques Anquetil        | France   |       |
| 5e   | Willy Van Neste         | Belgique |       |
| 6e   | Paul Gutty              | France   |       |
| 7e   | Herman Van Springel     | Belgique |       |
| 8e   | Francisco Galdós        | Espagne  |       |
| 9e   | Aurelio González Puente | Espagne  |       |
| 10e  | Jean-Claude Theillière  | France   |       |

## Les étapes
L'épreuve se dispute en six étapes dont la 1re comprend trois tiers d'étape les 5e et 6e comprennent deux demi-étapes (respectivement 1a, 1b et 1c, et 5a et 5b, et 6a et 6b),.
| Étape       | Date   | Villes étapes               | type                        | Distance (km) | Vainqueur d'étape      | Leader du classement général |
| ----------- | ------ | --------------------------- | --------------------------- | ------------- | ---------------------- | ---------------------------- |
| 1re a étape | 25 mai | Avignon – Avignon           | contre-la-montre individuel | 11            | Raymond Poulidor       |                              |
| 1re b étape | 26 mai | Avignon – Montélimar        |                             | 117           | Raymond Poulidor       |                              |
| 1re c étape | 26 mai | Montélimar – Valence        |                             | 85            | Ferdinand Bracke       |                              |
| 2e étape    | 27 mai | Valence – Grenoble          |                             | 201           | Jan Janssen            |                              |
| 3e étape    | 28 mai | Grenoble – Annecy           |                             | 181           | Jean-Claude Theillière |                              |
| 4e étape    | 29 mai | Annecy – Chalon-sur-Saône   |                             | 227           | Pietro Guerra          |                              |
| 5e a étape  | 30 mai | Montceau-les-Mines – Digoin | contre-la-montre individuel | 35            | Raymond Poulidor       |                              |
| 5e b étape  | 30 mai | Digoin – Roanne             |                             | 81            | Eric Leman             |                              |
| 6e a étape  | 31 mai | Roanne – Saint-Étienne      |                             | 118           | Jos Huysmans           |                              |
| 6e b étape  | 31 mai | Saint-Étienne – Lyon        |                             | 70            | Walter Godefroot       |                              |